# Finale de la Coupe d'Europe des vainqueurs de coupe 1984-1985
La finale de la Coupe d'Europe des vainqueurs de coupe 1984-1985 est la 25e finale de la Coupe d'Europe des vainqueurs de coupe, organisée par l'UEFA. Ce match de football a lieu le 15 mai 1985 au Stadion Feijenoord de Rotterdam, aux Pays-Bas.
Elle oppose l'équipe anglaise d'Everton aux Autrichiens du Rapid Vienne. Le match se termine par une victoire des Liverpuldiens sur le score de 3 buts à 1, ce qui constitue leur premier sacre dans la compétition ainsi que leur premier titre européen.

## Parcours des finalistes
Note : dans les résultats ci-dessous, le score du finaliste est toujours donné en premier (D : domicile ; E : extérieur).
| Everton FC      | Everton FC | Everton FC | Everton FC |                     | Rapid Vienne   | Rapid Vienne | Rapid Vienne | Rapid Vienne |
| --------------- | ---------- | ---------- | ---------- | ------------------- | -------------- | ------------ | ------------ | ------------ |
| Adversaire      | Total      | Aller      | Retour     | Tour                | Adversaire     | Total        | Aller        | Retour       |
| UC Dublin       | 1 - 0      | 0 - 0 (E)  | 1 - 0 (D)  | Seizièmes de finale | Beşiktaş JK    | 5 - 2        | 4 - 1 (D)    | 1 - 1 (E)    |
| TJIS Bratislava | 4 - 0      | 1 - 0 (E)  | 3 - 0 (D)  | Huitièmes de finale | Celtic Glasgow | 4 - 1        | 3 - 1 (D)    | 1 - 0 (E)    |
| Fortuna Sittard | 5 - 0      | 3 - 0 (D)  | 2 - 0 (E)  | Quarts de finale    | Dynamo Dresde  | 5 - 3        | 0 - 3 (E)    | 5 - 0 (D)    |
| Bayern Munich   | 3 - 1      | 0 - 0 (E)  | 3 - 1 (D)  | Demi-finales        | Dynamo Moscou  | 4 - 2        | 3 - 1 (D)    | 1 - 1 (E)    |

## Match
| ·              |                       |  |
| Titulaires :   |                       |  |
|                |                       |  |
| 1              | Neville Southall      |  |
| 2              | Gary Stevens          |  |
| 3              | Pat Van Den Hauwe     |  |
| 4              | Kevin Ratcliffe       |  |
| 5              | Derek Mountfield (en) |  |
| 6              | Peter Reid            |  |
| 7              | Trevor Steven         |  |
| 8              | Graeme Sharp          |  |
| 9              | Andy Gray             |  |
| 10             | Paul Bracewell        |  |
| 11             | Kevin Sheedy          |  |
|                |                       |  |
| Remplaçants :  |                       |  |
| 12             | Alan Harper (en)      |  |
| 15             | John Bailey (en)      |  |
| 14             | Kevin Richardson      |  |
| 15             | Ian Atkins (en)       |  |
| 16             | Jim Arnold            |  |
|                |                       |  |
| Entraîneur :   |                       |  |
| Howard Kendall |                       |  |

| ·             |                       |     |
| Titulaires :  |                       |     |
|               |                       |     |
| 1             | Michael Konsel        |     |
| 2             | Leo Lainer            |     |
| 3             | Kurt Garger (en)      |     |
| 4             | Karl Brauneder (en)   |     |
| 5             | Heribert Weber        |     |
| 6             | Reinhard Kienast (en) |     |
| 7             | Zlatko Kranjčar       |     |
| 8             | Peter Hrstic (en)     |     |
| 9             | Hans Krankl           |     |
| 10            | Rudi Weinhofer (en)   | 67e |
| 11            | Peter Pacult          | 60e |
|               |                       |     |
| Remplaçants : |                       |     |
| 13            | Antonín Panenka       | 67e |
| 15            | Johann Gröss          | 60e |
|               |                       |     |
| Entraîneur :  |                       |     |
| Otto Barić    |                       |     |

| ·              |                       |  |
| Titulaires :   |                       |  |
|                |                       |  |
| 1              | Neville Southall      |  |
| 2              | Gary Stevens          |  |
| 3              | Pat Van Den Hauwe     |  |
| 4              | Kevin Ratcliffe       |  |
| 5              | Derek Mountfield (en) |  |
| 6              | Peter Reid            |  |
| 7              | Trevor Steven         |  |
| 8              | Graeme Sharp          |  |
| 9              | Andy Gray             |  |
| 10             | Paul Bracewell        |  |
| 11             | Kevin Sheedy          |  |
|                |                       |  |
| Remplaçants :  |                       |  |
| 12             | Alan Harper (en)      |  |
| 15             | John Bailey (en)      |  |
| 14             | Kevin Richardson      |  |
| 15             | Ian Atkins (en)       |  |
| 16             | Jim Arnold            |  |
|                |                       |  |
| Entraîneur :   |                       |  |
| Howard Kendall |                       |  |

| ·             |                       |     |
| Titulaires :  |                       |     |
|               |                       |     |
| 1             | Michael Konsel        |     |
| 2             | Leo Lainer            |     |
| 3             | Kurt Garger (en)      |     |
| 4             | Karl Brauneder (en)   |     |
| 5             | Heribert Weber        |     |
| 6             | Reinhard Kienast (en) |     |
| 7             | Zlatko Kranjčar       |     |
| 8             | Peter Hrstic (en)     |     |
| 9             | Hans Krankl           |     |
| 10            | Rudi Weinhofer (en)   | 67e |
| 11            | Peter Pacult          | 60e |
|               |                       |     |
| Remplaçants : |                       |     |
| 13            | Antonín Panenka       | 67e |
| 15            | Johann Gröss          | 60e |
|               |                       |     |
| Entraîneur :  |                       |     |
| Otto Barić    |                       |     |